# Wahlbezirk Vorarlberg 3
Der Wahlbezirk Vorarlberg 3 war ein Wahlkreis für die Wahlen zum Abgeordnetenhaus im österreichischen Kronland Vorarlberg. Der Wahlbezirk wurde 1907 mit der Einführung der Reichsratswahlordnung geschaffen und bestand bis zum Zusammenbruch der Habsburgermonarchie.

## Geschichte
Nachdem der Reichsrat im Herbst 1906 das allgemeine, gleiche, geheime und direkte Männerwahlrecht beschlossen hatte, wurde mit 26. Jänner 1907 die große Wahlrechtsreform durch Sanktionierung von Kaiser Franz Joseph I. gültig. Mit der neuen Reichsratswahlordnung schuf man insgesamt 516 Wahlbezirke, wobei mit Ausnahme Galiziens in jedem Wahlbezirk ein Abgeordneter im Zuge der Reichsratswahl gewählt wurde. Der Abgeordnete musste sich dabei im ersten Wahlgang oder in einer Stichwahl mit absoluter Mehrheit durchsetzen. Der Wahlkreis Vorarlberg 3 umfasste die Gerichtsbezirke Feldkirch und Dornbirn, wobei die zum Wahlbezirk 1 gehörenden Städte Feldkirch sowie Dornbirn vom Wahlbezirk ausgenommen waren.
Aus der Reichsratswahl 1907 ging Franz Loser (Christlichsoziale Partei) als Sieger hervor. Er erzielte bereits im ersten Wahlgang 73 Prozent der Stimmen, wohingegen der zweitplatzierte deutschnationale Kandidat Eduard Alge auf 22 Prozent der Stimmen kam. Loser konnte sein Mandat bei der Reichsratswahl 1911 erfolgreich verteidigen. Er kam 1911 auf 62 Prozent der Stimmen, während der erneut kandidierende deutschnationale Kandidat Alge sein Ergebnis auf 24 Prozent steigern konnte.

## Wahlen

### Reichsratswahl 1907
Die Reichsratswahl 1907 wurde am 14. Mai 1907 (erster Wahlgang) durchgeführt. Die Stichwahl entfiel auf Grund der absoluten Mehrheit von Loser im ersten Wahlgang.
| Kandidat                                                                     | Partei                                           | Wahlkreis- stimmen | Stimmen- anteil |
| ---------------------------------------------------------------------------- | ------------------------------------------------ | ------------------ | --------------- |
| Franz Loser                                                                  | Christlichsoziale Partei                         | 6366               | 73,1 %          |
| Eduard Alge                                                                  | Deutsche Fortschrittspartei/Deutsche Volkspartei | 1885               | 21,6 %          |
| Maier                                                                        | Sozialdemokratische Arbeiterpartei               | 386                | 4,4 %           |
| Sonstige                                                                     |                                                  | 73                 | 0,8 %           |
| Wahlberechtigte: 9289, Ungültige/Leere Stimmen: 175, Wahlbeteiligung: 95,7 % |                                                  |                    |                 |

### Reichsratswahl 1911
Die Reichsratswahl 1911 wurde am 13. Juni 1911 (erster Wahlgang) durchgeführt. Die Stichwahl entfiel auf Grund der absoluten Mehrheit von Loser im ersten Wahlgang.
| Kandidat                                                                     | Partei                             | Wahlkreis- stimmen | Stimmen- anteil |
| ---------------------------------------------------------------------------- | ---------------------------------- | ------------------ | --------------- |
| Franz Loser                                                                  | Christlichsoziale Partei           | 5257               | 62,2 %          |
| Eduard Alge                                                                  | Deutschnationaler Kandidat         | 2007               | 23,7 %          |
| Fritz Preiß                                                                  | Sozialdemokratische Arbeiterpartei | 1067               | 12,6 %          |
| Sonstige                                                                     |                                    | 122                | 1,4 %           |
| Wahlberechtigte: 9091, Ungültige/Leere Stimmen: 638, Wahlbeteiligung: 93,5 % |                                    |                    |                 |